# Vergalhão

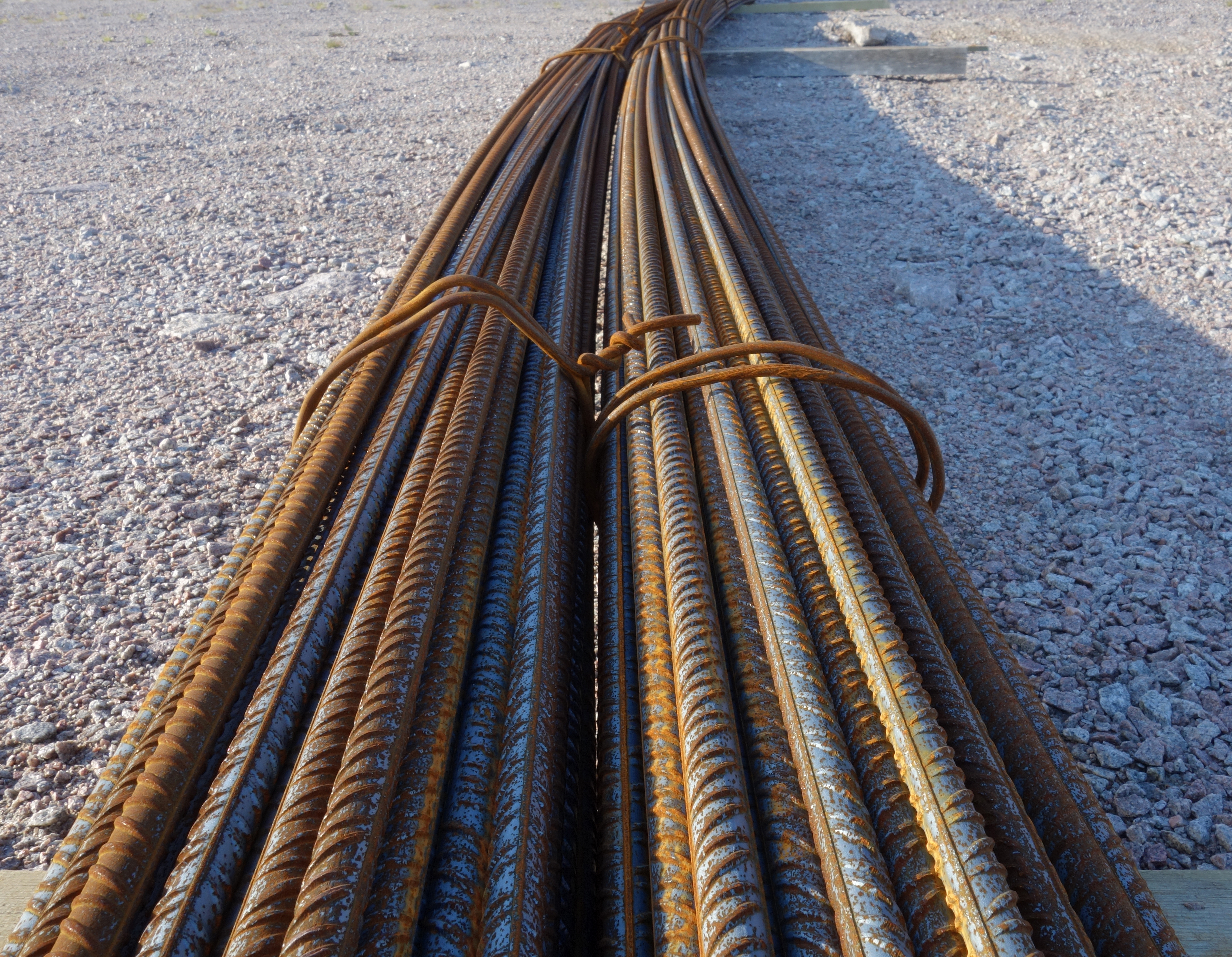
Conjunto de vergalhões

Vergalhão (português brasileiro) ou varão nervurado (português europeu) é uma barra de aço com superfície nervurada, obtida por laminação a quente de tarugos de lingotamento contínuo e utilizado em armaduras para concreto armado, para serem usadas na construção de elementos de sustentação, como pilares e vigas. Além deste propósito, são usados na arquitetura para a decoração de ambientes. Normalmente são vendidos em barras de doze metros de comprimento e com diâmetro entre 2,4 e quarenta milímetros.

## Outras designações
Em Portugal, também e conhecido simplesmente por “varão”, "heliaço" ou "verguinha".

## Tipos de vergalhão
No mercado brasileiro, existem três tipos principais de vergalhão: CA 25, CA 50 e CA 60. Cada um deles tem as suas próprias características de resistência e deve ser usado em projetos específicos. O CA 25 apresenta a menor resistência e pode ser empregado na execução de pavimentos e pisos, já o CA 50 suporta grandes cargas e é o mais utilizado em obras com concreto armado. Por fim, o CA 60 é ideal para estruturas pré-fabricadas.